# Alojzy Kłopotek
Alojzy Kłopotek (ur. 1933, zm. 2022) – polski naukowiec, chemik i wynalazca. Jest absolwentem Wydziału Chemicznego Politechniki Gdańskiej.
Stopień naukowy doktora nauk technicznych uzyskał na Akademii Rolniczo-Technicznej w Olsztynie. Centralna Komisja Kwalifikacyjna nadała mu w 1979 r. tytuł docenta. Pracownik Instytutu Chemii Przemysłowej.
Jest autorem i współautorem około 200 publikacji naukowych oraz około 130 patentów (krajowych i zagranicznych). Opracował metody syntezy i zbadał własności jodoforów i innych halogenoforów, technologię otrzymywania kwasu trichloroizocyjanurowego, proszku do prania w zimnej wodzie, biologicznie czynnych tworzyw sztucznych oraz wielu innych substancji ważnych dla przemysłu chemicznego.